# Rebecca Horn
Rebecca Horn   (Michelstadt, 24 de març de 1944 - Bad König, 6 de setembre de 2024) va ser una artista visual alemanya, coneguda per les seves instal·lacions artístiques, per ser directora cinematogràfica i per les seves modificacions corporals, com ara a l'obra Einhorn («Unicorn»), basada en un vestit amb una banya molt gran projectada verticalment. Va dirigir les pel·lícules: Der Eintänzer (1978), La Ferdinanda: sonate für eine Medici-Villa (1982) i Buster's Bedroom (1990). L'any 1992 va alçar a Barcelona la seva obra L'estel ferit.

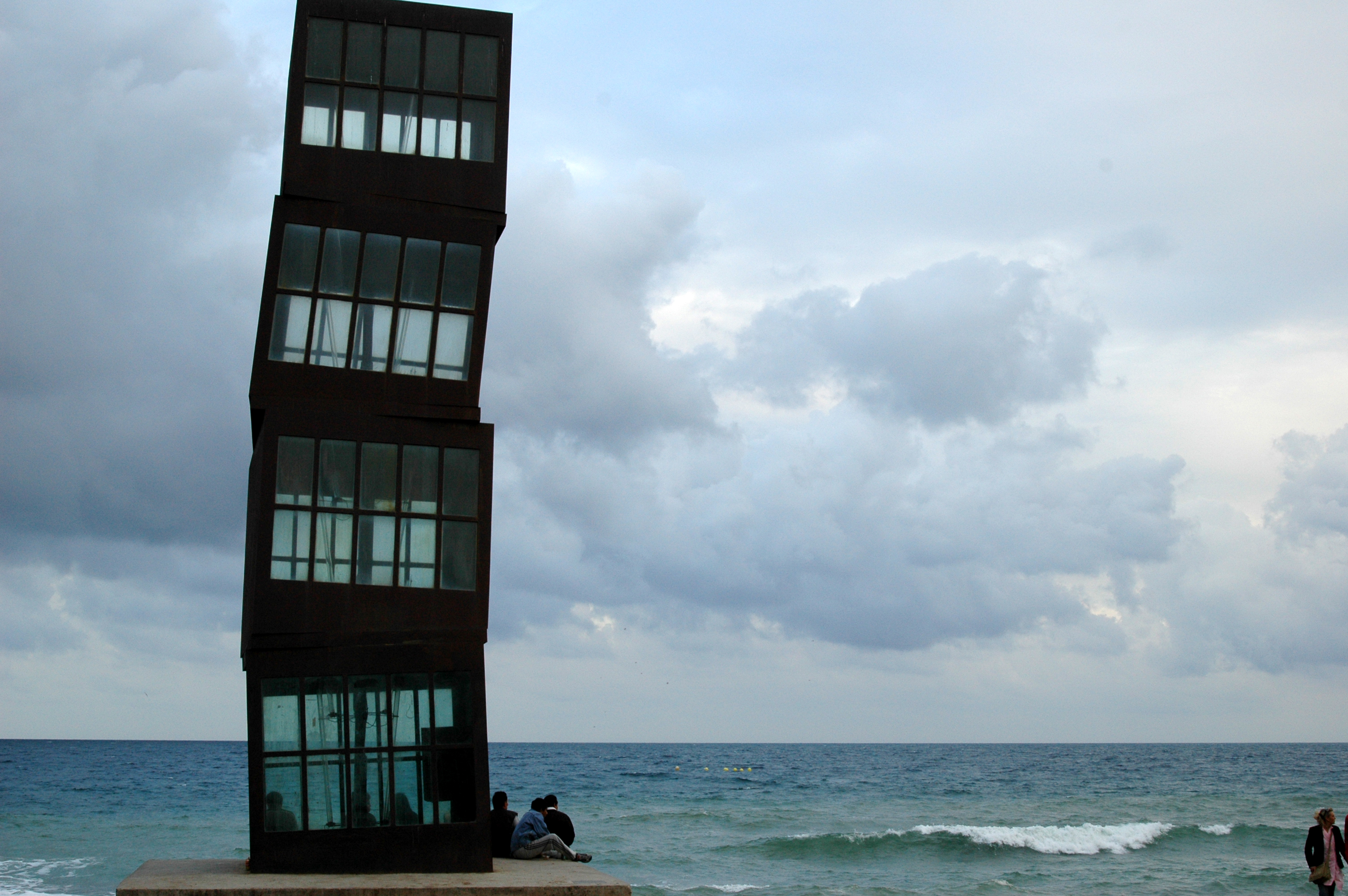
L'estel ferit, a la platja de Sant Miquel

Horn forma part d'una generació d'artistes alemanys de projecció internacional als anys 1980. Va practicar l'art corporal, però treballà en altres mitjans, incloent la performance, la instal·lació artística, l'escultura i el cinema. També va escriure poesia, influïda per la seva feina. Quan Horn va tornar a l'acadèmia d'Hamburg va continuar fent obres-capoll. Va treballar amb extensions de cos embuatat i benes. Una mostra de la seva feina audiovisual dels anys setanta es va poder veure a l'exposició Gabinet Rebbeca Horn (2018) a Es Baluard de Palma.

## Col·leccions públiques
La feina de Horn està inclosa en col·leccions públiques importants a tot el món, com ara:
- Harvard Art Museums, Cambridge[9]
- Museum Guggenheim de Nova York[10]
- Museu d'Art Modern de Nova York[11]
- Museu d'Art Contemporani de Los Angeles[12]
- Museu d'Art Modern de San Francisco[13]
- Galeria d’Art de Nova Gal·les del Sud[14]
- Tate Gallery de Londres[15]
- Centre Pompidou de París[16]
- Zentrum für Kunst und Medientechnologie, Karlsruhe[16]
- Stedelijk Museum Amsterdam[16]
- Van Abbemuseum, Eindhoven[16]